# Gradur/Diskografie
Diese Diskografie ist eine Übersicht über die musikalischen Werke des französischen Rappers Gradur. Den Schallplattenauszeichnungen zufolge hat er bisher mehr als 3,7 Millionen Tonträger verkauft. Seine erfolgreichste Veröffentlichung ist das in Zusammenarbeit mit Heuss L’Enfoiré entstandene Lied Ne reviens pas mit über 360.000 verkauften Einheiten.

## Alben

### Studioalben
| Jahr | Titel Musiklabel                                                     | Höchstplatzierung, Gesamtwochen, AuszeichnungChartplatzierungen (Jahr, Titel, Musiklabel, Platzierungen, Wochen, Auszeichnungen, Anmerkungen) | Höchstplatzierung, Gesamtwochen, AuszeichnungChartplatzierungen (Jahr, Titel, Musiklabel, Platzierungen, Wochen, Auszeichnungen, Anmerkungen) | Höchstplatzierung, Gesamtwochen, AuszeichnungChartplatzierungen (Jahr, Titel, Musiklabel, Platzierungen, Wochen, Auszeichnungen, Anmerkungen) | Anmerkungen                                                 |
| Jahr | Titel Musiklabel                                                     | FR | BEW | CH | Anmerkungen                                                 |
| ---- | -------------------------------------------------------------------- | --- | --- | --- | ----------------------------------------------------------- |
| 2015 | L’homme au bob Millénium Barclay (UMG)                               | FR1 Platin · (33 Wo.)FR | BEW2 (49 Wo.)BEW | CH12 (3 Wo.)CH | Erstveröffentlichung: 23. Februar 2015 Verkäufe: + 100.000  |
| 2016 | Where Is l’album de Gradur Capitol Records / Millénium Barclay (UMG) | FR6 Platin · (45 Wo.)FR | BEW18 (15 Wo.)BEW | CH27 (1 Wo.)CH | Erstveröffentlichung: 25. November 2016 Verkäufe: + 100.000 |
| 2019 | Zone 59 Capitol Records / Millénium Barclay (UMG)                    | FR5 Platin · (52 Wo.)FR | BEW20 (33 Wo.)BEW | CH35 (2 Wo.)CH | Erstveröffentlichung: 29. November 2019 Verkäufe: + 100.000 |

### Mixtapes
| Jahr | Titel Musiklabel                                     | Höchstplatzierung, Gesamtwochen, AuszeichnungChartplatzierungen (Jahr, Titel, Musiklabel, Platzierungen, Wochen, Auszeichnungen, Anmerkungen) | Höchstplatzierung, Gesamtwochen, AuszeichnungChartplatzierungen (Jahr, Titel, Musiklabel, Platzierungen, Wochen, Auszeichnungen, Anmerkungen) | Höchstplatzierung, Gesamtwochen, AuszeichnungChartplatzierungen (Jahr, Titel, Musiklabel, Platzierungen, Wochen, Auszeichnungen, Anmerkungen) | Anmerkungen                                                 |
| Jahr | Titel Musiklabel                                     | FR | BEW | CH | Anmerkungen                                                 |
| ---- | ---------------------------------------------------- | --- | --- | --- | ----------------------------------------------------------- |
| 2014 | ShegueyVara HauteCulture                             | — | — | — | Erstveröffentlichung: 22. Oktober 2014                      |
| 2015 | ShegueyVara 2 Legévara, Millénium Barclay, Universal | FR7 ×2Doppelplatin · (61 Wo.)FR | BEW10 (25 Wo.)BEW | CH24 (1 Wo.)CH | Erstveröffentlichung: 27. November 2015 Verkäufe: + 200.000 |

## Singles

### Als Leadmusiker
| Jahr | Titel Album                                   | Höchstplatzierung, Gesamtwochen, AuszeichnungChartplatzierungen (Jahr, Titel, Album, Platzierungen, Wochen, Auszeichnungen, Anmerkungen) | Höchstplatzierung, Gesamtwochen, AuszeichnungChartplatzierungen (Jahr, Titel, Album, Platzierungen, Wochen, Auszeichnungen, Anmerkungen) | Höchstplatzierung, Gesamtwochen, AuszeichnungChartplatzierungen (Jahr, Titel, Album, Platzierungen, Wochen, Auszeichnungen, Anmerkungen) | Höchstplatzierung, Gesamtwochen, AuszeichnungChartplatzierungen (Jahr, Titel, Album, Platzierungen, Wochen, Auszeichnungen, Anmerkungen) | Anmerkungen                                                                                     |
| Jahr | Titel Album                                   | FR | BEW | DE | CH | Anmerkungen                                                                                     |
| --- | --------------------------------------------- | --- | --- | --- | --- | ----------------------------------------------------------------------------------------------- |
| 2014 | Terrasser L’homme au bob                      | FR27 Gold · (20 Wo.)FR | — | — | — | Erstveröffentlichung: 14. November 2014 Verkäufe: + 100.000                                     |
| 2014 | Le coup du patron Perestroïka                 | FR10 (4 Wo.)FR | — | — | — | Erstveröffentlichung: 2. Dezember 2014 mit Dosseh & Joke                                        |
| 2014 | Jamais L’homme au bob                         | FR40 Platin · (19 Wo.)FR | — | — | — | Erstveröffentlichung: 12. Dezember 2014 Verkäufe: + 200.000                                     |
| 2015 | Priez pour moi L’homme au bob                 | FR81 (3 Wo.)FR | — | — | — | Erstveröffentlichung: 16. Februar 2015                                                          |
| 2015 | #lhommeaubob L’homme au bob                   | FR103 (1 Wo.)FR | — | — | — | Erstveröffentlichung: 24. April 2015 feat. Migos                                                |
| 2015 | La douille L’homme au bob                     | FR85 (1 Wo.)FR | — | — | — | Erstveröffentlichung: 29. Juli 2015 feat. Lacrim                                                |
| 2015 | Rosa ShegueyVara 2                            | FR14 Diamant · (25 Wo.)FR | — | — | — | Erstveröffentlichung: 19. Oktober 2015 Verkäufe: + 333.333                                      |
| 2015 | Je m’en vais ShegueyVara 2                    | FR70 (2 Wo.)FR | — | — | — | Erstveröffentlichung: 26. Oktober 2015                                                          |
| 2015 | Tu crois que je mens ShegueyVara 2            | FR125 (1 Wo.)FR | — | — | — | Erstveröffentlichung: 6. November 2015                                                          |
| 2015 | Los Santos ShegueyVara 2                      | FR187 (1 Wo.)FR | — | — | — | Erstveröffentlichung: 14. November 2015                                                         |
| 2015 | D’or et de platine ShegueyVara 2              | FR16 Platin · (11 Wo.)FR | — | — | — | Erstveröffentlichung: 26. November 2015 Verkäufe: + 200.000; feat. Jul                          |
| 2016 | Illégal ShegueyVara 2                         | FR134 (4 Wo.)FR | — | — | — | Erstveröffentlichung: 6. April 2016 feat. Black M                                               |
| 2016 | Bigo Where Is l’album de Gradur               | FR48 (1 Wo.)FR | — | — | — | Erstveröffentlichung: 4. November 2016                                                          |
| 2016 | Dans ma vie Where Is l’album de Gradur        | FR45 Gold · (9 Wo.)FR | — | — | — | Erstveröffentlichung: 11. November 2016 Verkäufe: + 66.667                                      |
| 2016 | Oblah Where Is l’album de Gradur              | FR19 Platin · (27 Wo.)FR | — | — | — | Erstveröffentlichung: 24. November 2016 Verkäufe: + 133.333; feat. MHD, Alonzo & Nyda           |
| 2016 | Ken Where Is l’album de Gradur                | FR143 (1 Wo.)FR | — | — | — | Erstveröffentlichung: 23. Dezember 2016                                                         |
| 2017 | Maman Where Is l’album de Gradur              | FR166 (1 Wo.)FR | — | — | — | Erstveröffentlichung: 22. März 2017                                                             |
| 2018 | Sheguey 12 –                                  | FR13 Gold · (8 Wo.)FR | — | — | — | Erstveröffentlichung: 23. Februar 2018 Verkäufe: + 100.000                                      |
| 2019 | Voyou –                                       | FR94 (1 Wo.)FR | — | — | — | Erstveröffentlichung: 14. Juni 2019                                                             |
| 2019 | Rari Zone 59                                  | FR6 Platin · (21 Wo.)FR | — | — | CH78 (1 Wo.)CH | Erstveröffentlichung: 4. Oktober 2019 Verkäufe: + 200.000                                       |
| 2019 | Sheguey 13 Zone 59                            | FR181 (1 Wo.)FR | — | — | — | Erstveröffentlichung: 27. Oktober 2019                                                          |
| 2019 | Ne reviens pas Zone 59                        | FR1 Diamant · (69 Wo.)FR | BEW2 Platin · (23 Wo.)BEW | DE99 (1 Wo.)DE | CH21 (19 Wo.)CH | Erstveröffentlichung: 22. November 2019 Verkäufe: + 353.333; feat. Heuss L’Enfoiré              |
| 2021 | Trucs de choses (Game Over 3) –               | FR22 Diamant · (40 Wo.)FR | — | — | — | Erstveröffentlichung: 29. Juli 2021 Verkäufe: + 333.333; mit Franglish                          |
| 2023 | Mon BB –                                      | FR14 (4 Wo.)FR | — | — | — | Erstveröffentlichung: 15. Juni 2023 mit Hamza                                                   |
| 2024 | Ti ti ti –                                    | FR18 Platin · (22 Wo.)FR | BEW— GoldBEW | — | — | Erstveröffentlichung: 14. Juni 2024 Verkäufe: + 210.000; mit SDM & Rsko                         |
| 2025 | Free Congo –                                  | FR34 (3 Wo.)FR | — | — | — | Erstveröffentlichung: 21. Februar 2025 feat. Ninho, Josman, Youssoupha, Kalash Criminel & Damso |
| 2025 | Congolaise –                                  | FR49 (… Wo.)FR | — | — | — | Erstveröffentlichung: 1. August 2025 mit L2B                                                    |
| Folgende Lieder erschienen nicht als Single, wurden aber durch das Album zum Download und Streaming bereitgestellt und konnten somit eine Platzierung erlangen: |                                               | | | | |                                                                                                 |
| |                                               | | | | |                                                                                                 |
| 2015 | Militarizé L’homme au bob                     | FR99 (1 Wo.)FR | — | — | — | Charteinstieg: 7. März 2015 feat. Niro                                                          |
| 2015 | Calibré L’homme au bob                        | FR122 (1 Wo.)FR | — | — | — | Charteinstieg: 7. März 2015                                                                     |
| 2015 | J’donne ça L’homme au bob                     | FR134 (1 Wo.)FR | — | — | — | Charteinstieg: 7. März 2015 feat. Alonzo                                                        |
| 2015 | Philly ShegueyVara 2                          | FR138 (1 Wo.)FR | — | — | — | Charteinstieg: 27. November 2015 feat. Niska                                                    |
| 2016 | Encore Where Is l’album de Gradur             | FR95 (1 Wo.)FR | — | — | — | Charteinstieg: 3. Dezember 2016                                                                 |
| 2016 | Cherche la monnaie Where Is l’album de Gradur | FR172 (1 Wo.)FR | — | — | — | Charteinstieg: 3. Dezember 2016                                                                 |
| 2016 | Neverchange Where Is l’album de Gradur        | FR143 (1 Wo.)FR | — | — | — | Charteinstieg: 3. Dezember 2016                                                                 |
| 2019 | BLH Zone 59                                   | FR13 Gold · (7 Wo.)FR | — | — | — | Charteinstieg: 29. November 2019 Verkäufe: + 100.000; feat. Ninho                               |
| 2019 | Méchant Sheguey Zone 59                       | FR25 (3 Wo.)FR | — | — | — | Charteinstieg: 29. November 2019 feat. Niska                                                    |
| 2019 | Zone 59                                       | FR37 (3 Wo.)FR | — | — | — | Charteinstieg: 29. November 2019                                                                |
| 2019 | Ma petite Zone 59                             | FR45 (4 Wo.)FR | — | — | — | Charteinstieg: 29. November 2019 feat. Naza                                                     |
| 2019 | The Wire Zone 59                              | FR176 (1 Wo.)FR | — | — | — | Charteinstieg: 29. November 2019 feat. Koba LaD                                                 |
| 2020 | Pas assez Zone 59                             | FR95 (2 Wo.)FR | — | — | — |                                                                                                 |

### Als Gastmusiker
| Jahr | Titel Album                                   | Höchstplatzierung, Gesamtwochen, AuszeichnungChartplatzierungen (Jahr, Titel, Album, Platzierungen, Wochen, Auszeichnungen, Anmerkungen) | Höchstplatzierung, Gesamtwochen, AuszeichnungChartplatzierungen (Jahr, Titel, Album, Platzierungen, Wochen, Auszeichnungen, Anmerkungen) | Höchstplatzierung, Gesamtwochen, AuszeichnungChartplatzierungen (Jahr, Titel, Album, Platzierungen, Wochen, Auszeichnungen, Anmerkungen) | Anmerkungen                                                                        |
| Jahr | Titel Album                                   | FR | BEW | CH | Anmerkungen                                                                        |
| --- | --------------------------------------------- | --- | --- | --- | ---------------------------------------------------------------------------------- |
| 2015 | Chintawaz Professeur Punchline                | FR82 (2 Wo.)FR | — | — | Erstveröffentlichung: 21. September 2015 Seth Gueko feat. Gradur                   |
| 2015 | Wesh (#TuMeDisDesWesh) –                      | FR8 (4 Wo.)FR | — | — | Erstveröffentlichung: 30. Oktober 2015 Mokobé feat. Gradur                         |
| 2016 | Aime moi demain Indéfini                      | FR46 Platin · (20 Wo.)FR | — | — | Erstveröffentlichung: 15. Januar 2016 The Shin Sekaï feat. Gradur                  |
| 2016 | Coller serrer DJ Kayz                         | FR17 (6 Wo.)FR | — | — | Erstveröffentlichung: 19. Februar 2016 DJ Kayz feat. Gradur                        |
| 2016 | Super héros Journal intime                    | FR34 (5 Wo.)FR | — | — | Erstveröffentlichung: 7. Juni 2016 Aya Nakamura feat. Gradur                       |
| 2016 | Andale Nique le casino                        | FR24 Diamant · (36 Wo.)FR | — | — | Erstveröffentlichung: 8. Juli 2016 Verkäufe: + 233.333; Sadek feat. Gradur         |
| 2017 | Tout ce qu’il faut Éternel insatisfait        | FR146 (1 Wo.)FR | — | — | Erstveröffentlichung: 20. Februar 2017 Black M feat. Abou Debeing, Alonzo & Gradur |
| 2017 | Lové Comme prévu                              | FR10 Platin · (12 Wo.)FR | — | — | Erstveröffentlichung: 8. September 2017 Verkäufe: + 200.000; Ninho feat. Gradur    |
| 2022 | Venga Mi Chasseur d’étoiles (Stadium Edition) | FR161 Gold · (8 Wo.)FR | — | — | Erstveröffentlichung: 25. Februar 2022 Verkäufe: + 100.000; Soprano feat. Gradur   |
| 2025 | 10 ans d’âge Ultimatum                        | FR79 (2 Wo.)FR | — | — | Erstveröffentlichung: 9. Januar 2025 Timal feat. Leto & Gradur                     |
| Folgende Lieder erschienen nicht als Single, wurden aber durch das Album zum Download und Streaming bereitgestellt und konnten somit eine Platzierung erlangen: |                                               | | | |                                                                                    |
| |                                               | | | |                                                                                    |
| 2015 | Brinks Règlement de comptes                   | FR90 (1 Wo.)FR | — | — | Charteinstieg: 7. Februar 2015 Alonzo feat. Gradur                                 |
| 2015 | Voyous R.I.P.R.O. – Volume 1                  | FR89 (2 Wo.)FR | — | — | Charteinstieg: 13. Juni 2015 Lacrim feat. Gradur                                   |
| 2016 | Cala boca Zifukoro                            | FR136 (1 Wo.)FR | — | — | Charteinstieg: 11. Juni 2016 Niska feat. Gradur                                    |
| 2018 | Neymar Grandestino                            | FR186 (1 Wo.)FR | — | — | Charteinstieg: 2. März 2018 Lartiste feat. Gradur                                  |
| 2018 | 47AK La fosse aux lions                       | FR47 (2 Wo.)FR | — | — | Charteinstieg: 30. November 2018 Kalash Criminel feat. Gradur                      |

## Statistik

### Chartauswertung
|                     | FR    | BEW     | CH    |
| ------------------- | ----- | ------- | ----- |
| Nummer-eins-Alben   | FR1FR | BEW—BEW | CH—CH |
| Top-10-Alben        | FR4FR | BEW2BEW | CH—CH |
| Alben in den Charts | FR4FR | BEW4BEW | CH4CH |

|                       | FR     | BEW     | DE    | CH    |
| --------------------- | ------ | ------- | ----- | ----- |
| Nummer-eins-Singles   | FR1FR  | BEW—BEW | DE—DE | CH—CH |
| Top-10-Singles        | FR5FR  | BEW1BEW | DE—DE | CH—CH |
| Singles in den Charts | FR51FR | BEW1BEW | DE1DE | CH2CH |

### Auszeichnungen für Musikverkäufe
| Goldene Schallplatte - Frankreich - 2018: für das Lied La mala - 2023: für das Lied Elle était |

Anmerkung: Auszeichnungen in Ländern aus den Charttabellen bzw. Chartboxen sind in ebendiesen zu finden.
| Land/RegionAuszeichnungen für Musikverkäufe (Land/Region, Auszeichnungen, Verkäufe, Quellen) | Gold     | Platin       | Diamant     | Verkäufe  | Quellen         |
| -------------------------------------------------------------------------------------------- | -------- | ------------ | ----------- | --------- | --------------- |
| Belgien (BRMA)                                                                               | Gold1    | Platin1      | —           | 30.000    | ultratop.be     |
| Frankreich (SNEP)                                                                            | 7× Gold7 | 12× Platin12 | 4× Diamant4 | 3.699.999 | snepmusique.com |
| Insgesamt                                                                                    | 8× Gold8 | 13× Platin13 | 4× Diamant4 |           |                 |